# Herstedvester Fængsel
Herstedvester Fængsel (tidligere kaldt Anstalten ved Herstedvester) er et lukket fængsel med 166 pladser, hvoraf 23 pladser er i halvåbent regi. Fængslet modtager indsatte fra hele landet og Færøerne. Det er Kriminalforsorgens specialfængsel til indsatte, som har behov for psykiatrisk, psykologisk og/eller sexologisk udredning og behandling. Fængslet har ni afdelinger, heraf bl.a. en visitationsafdeling til sædelighedsdømte med korte domme, en kvindeafdeling, en misbrugsbehandlingsafdeling, en halvåben afdeling samt en afdeling for indsatte, som i Grønland er dømt til afsoning af tidsubestemt forvaring, og som ikke har ønsket sig overført den lukkede Anstalten i Nuuk til fortsat udståelse af forvaring.
Herstedvester blev taget i brug i 1935 som nyopført anstalt til det, der dengang hed, psykopatforvaring, der var en tidsubestemt straf og psykopatfængsel, som var en tidsbestemt straf. Det er det eneste fængsel i Danmark, der er specialiseret i psykologisk og psykiatrisk og sexologisk udredning og behandling. De indsatte har typisk begået personfarlig kriminalitet og har lange domme. Fængslet har omkring 220 ansatte inden for en række forskellige faggrupper, heraf ca. 130 fængselsbetjente.

## Historie
Anstalten ved Herstedvester stod færdig den 1. april 1935 som en nybygget anstalt til de dengang nye sanktioner – psykopatforvaring (tidsubestemt) og psykopatfængsel (tidsbestemt) og var dengang ledelsesmæssigt underlagt Vridsløselille Statsfængsel. Fængslets udformning og bygningernes placering var ved opførelsen i 1935 udtryk for et radikalt brud med traditionelt fængselsbyggeri i én stor lukket bygning. I Herstedvester blev fængslet bygget som et antal fritliggende belægningsbygninger på et forholdsvis stort areal, omgivet af en ringmur.
Da fængslet åbnede i 1935, blev ledelsen underlagt det nærliggende statsfængsel i Vridsløselille, men der blev også oprettet en stilling for en læge med særlig psykiatrisk specialuddannelse. Denne stilling blev i en årrække varetaget af psykiater G.K. Stürup, som gjorde fængslet internationalt kendt – og anerkendt – for sin behandling af psykisk afvigende indsatte. I 1940 blev det desuden besluttet, at ledelsen skulle deles mellem fængselsinspektøren fra Vridsløselille og overlægen på Herstedvester, så inspektøren havde ansvar for administration og økonomi og overlægen for behandlingen af de indsatte.
I 1956 foreslog Justitsministeriet, at overlægen blev fængslets øverste chef. Finansministeriet kunne dog imidlertid ikke godkende forslaget, fordi lønningsrådet var imod tanken om psykiatere som anstaltschefer. Så i stedet kom der i 1961 en vicefængselsinspektør på anstalten, da fængselsinspektøren i Vridsløselille ikke havde tilstrækkelig mulighed for også at stå for den daglige administration i Herstedvester. I 1971 bestemte justitsministeren, at Anstalten ved Herstedvester fremover skulle fungere som en selvstændig institution. I 1982 fik fængslet sin nuværende ledelsesform med en fængselsinspektør som øverste leder. Den ledende overlæge har dog stadig en særlig rolle – dels i forhold til de grønlandske indsatte, der er dømt efter formuleringen i den grønlandske kriminallov til afsoning i "en psykiatrisk ledet anstalt i Danmark", dels i forhold til de særlige behandlingsopgaver, som det specielle klientel i anstalten kræver.
I 2006 fik Anstalten ved Herstedvester og Statsfængslet i Vridsløselille for første gang i Kriminalforsorgens historie et påbud fra Arbejdstilsynet om, at det psykiske arbejdsmiljø skulle forbedres inden et år, ellers ville Arbejdstilsynet gå i gang med at skrive tiltaleindstilling mod Kriminalforsorgen. I efteråret 2012 pålagde Arbejdstilsynet at fængslets ledelse skulle forbedre forholdene på afdeling 1 – enten på egen hånd eller med bistand fra eksterne konsulenter. Den 20. oktober 2020 flygtede den livstidsdømte kvindemorder Peter Madsen kortvarigt fra Herstedvester Fængsel. Efter flugten er sikkerheden blevet forstærket markant i fængslet.

## Baggrund

### Indsatte
Fængslet har 143 pladser på den lukkede afdeling, og mange af de kriminelle har blandt andet en dom for en seksualforbrydelse.
Herstedvester Fængsel er Kriminalforsorgens landsdækkende specialfængsel til indsatte, der udstår tidsubestemt forvaringsdom, livstidsdom eller afsoner lange fængselsstraffe, og som har behov for psykiatrisk, psykologisk og/eller sexologisk behandling eller udredning. Fængslet har generelt indsatte, der kriminalitetsmæssigt, somatisk, psykiatrisk og socialt er hårdt belastede, hvor hovedparten har psykiatriske diagnoser. Størstedelen af de indsatte er straffet for alvorlig personfarlig kriminalitet som drab, vold, ildspåsættelse og seksuelle overgreb. Fængslet har ingen særlig sikret afdeling og har ikke indsatte, som er vurderet konkret undvigelsestruede, eller indsatte med negativt stærkt styrende adfærd. Henset til fængslets målgruppe håndteres heller ikke indsatte med rocker- eller banderelationer.

### Hverdag og beskæftigelse
De indsatte bliver tilbudt en 37 timers arbejdsuge med eksempelvis værkstedsarbejde, gartneropgaver eller vedligeholdelse af bygningerne. Ligeledes kan de også arbejde med montage, træ, metal, grønlandsk kunsthåndværk eller depot og lager. Der tilbydes også undervisning i følgende:
- almen voksenuddannelse i dansk, engelsk og matematik.
- dansk undervisning for udlændinge.
- specialundervisning i dansk, engelsk, matematik og grønlandsk.
- selvstudium på AVU og HF-niveau.

I fritiden har de indsatte mulighed for at en del forskellige aktiviteter, eksempelvis gårdture, fodbold, biblioteket, dagligvareindkøb og madlavning. Ligeledes afholdes der også Gudstjeneste og andre arrangementer i fængslets kirke.

## Kendte indsatte
- Peter Lundin
- Lars Anborg-Nielsen[5]
- Jan Arno Beblein[6]
- John Knudsen[7]
- Lars Irgens Petersen[8]